# Új Élet
Új Élet („Viață Nouă”) a fost un săptămânal creștin, social și politic apărut în Satu Mare între 1927–1928, în cinci numere. A aparținut de Katholikus Élet, lansat în 1921 în Satu Mare. Redactorul-șef a fost Ferenc Scheffler, iar în rubricile sale au apărut numele și scrierile lui Bertalan Bagossy, Elemér Jakabffy, János Léber, Károly Pakocs și János Scheffler.
În 16 ianuarie 1945 ziarul a fost reînființat în Oradea sub formă de cotidian, avându-i ca redactori-șefi pe János Boros, iar mai târziu pe Endre Gyárfás; printre colaboratori au fost Sándor Asztalos, László Bárdos, István Bonczos, Gyula Csehi. Ultimul număr a apărut în 15 iulie 1948.
În anul 1959 ziarul a fost reînființat, fiind editat de două ori pe lună în Târgu Mureș cu un tiraj de 3.000 de exemplare. Acesta era unul dintre ziarele de limbă maghiară din România, alături de Korunk, Napsugár⁠(hu)[traduceți], Nyelv- és Irodalomtudományi Közlemények⁠(hu)[traduceți] și altele sau cele relansate (Ifjúmunkás și Tanügyi Újság⁠(hu)[traduceți]) de către Partidul Muncitoresc Român în urma revendicărilor scriitorilor maghiari din Transilvania din vara și toamna anului 1956 privind situația culturii și presei maghiare.

## Structură
Din 1 aprilie 1958 ziarul a fost publicat sub numele Művészet („Artă”), avându-l pe András Sütő ca redactor-șef până în iunie 1989, István Katona Szabó redactor-șef adjunct între 1959–1967, László Török redactor-șef din iunie 1974 până în mai 1989, Pál Nagy secretar de redacție până în februarie 1984, iar apoi József Éltető redactor până la închiderea ziarului. Redactorul din București a fost László Lőrinczi și apoi András K. Bodor. Din echipă au făcut parte Ferenc Bartis, Miklós Dános, Tamás Deák, Ferenc Elekes, György Jánosházy, Zoltán Márki, Ildikó Marosi, István Polgár, László Szekernyés, Lilla Szépréti, Ilona Varró, János Kemény, fotografii Lajos Erdélyi și József Marx, graficienii Ferenc Deák și Katalin Varga.
La sfârșitul anilor 1970 ziarul ajunsese la peste 20.000 de exemplare, acoperind toate domeniile vieții artistice maghiare din România (teatru, arte plastice, muzică, film), publicând reportaje, interviuri și recenzii; s-a ocupat de activitatea artiștilor maghiari contemporani și a oferit spațiu pentru reportaje literare și interviuri, atât din Ungaria, cât și alte țări. A publicat numeroase articole ilustrate despre evenimentele vieții literare maghiare din România și despre cele mai semnificative momente ale trecutului acesteia. În secțiunea literară au apărut aproape toți scriitorii și publiciștii maghiari din România.
De asemenea, ziarul a informat regulat asupra evenimentelor din viața artistică și literară românească și a evenimentelor din exterior.
În ultima perioadă a comunismului ziarul a fost supus unor presiuni din ce în ce mai mari, în special din cauza persoanei și rolului politic al redactorului-șef, András Sütő. După 1989, ziarul și-a schimbat numele în Erdélyi Figyelőre și a continuat să publice sub conducerea lui András Sütő, ulterior a lui József Elttető (1990–1991), István Zsehránszky (1992–1994) și János Lázok (1994–1996).